# Veloppia nortoni
Veloppia nortoni är en kvalsterart som beskrevs av Chen och Wang 2002. Veloppia nortoni ingår i släktet Veloppia och familjen Caleremaeidae. Inga underarter finns listade i Catalogue of Life.